# Ivica Brnić

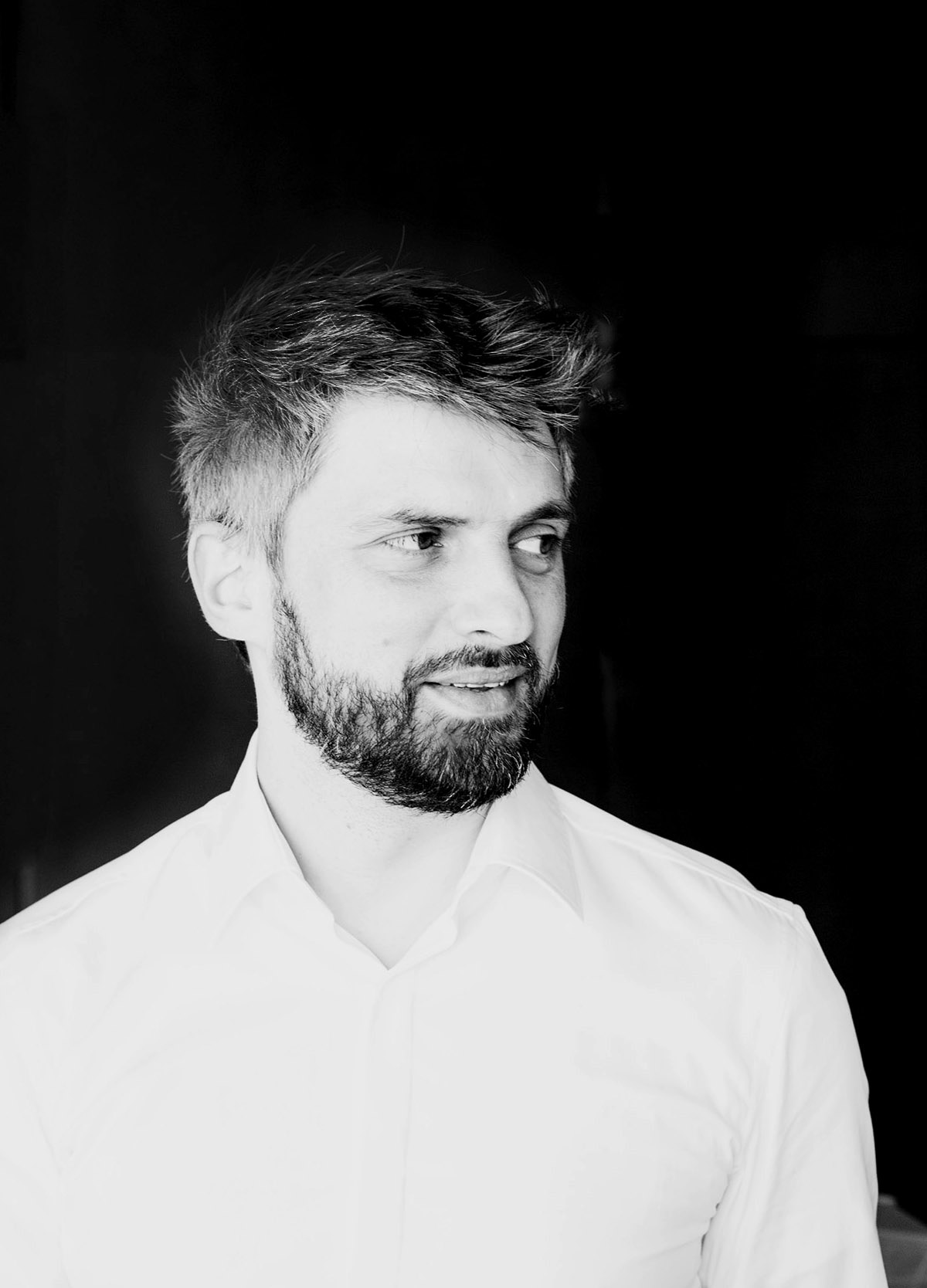
Ivica Brnić, 2019

Ivica Brnić (* 1979) ist ein Architekt, Autor und Professor an der Technischen Universität Wien.

## Werdegang

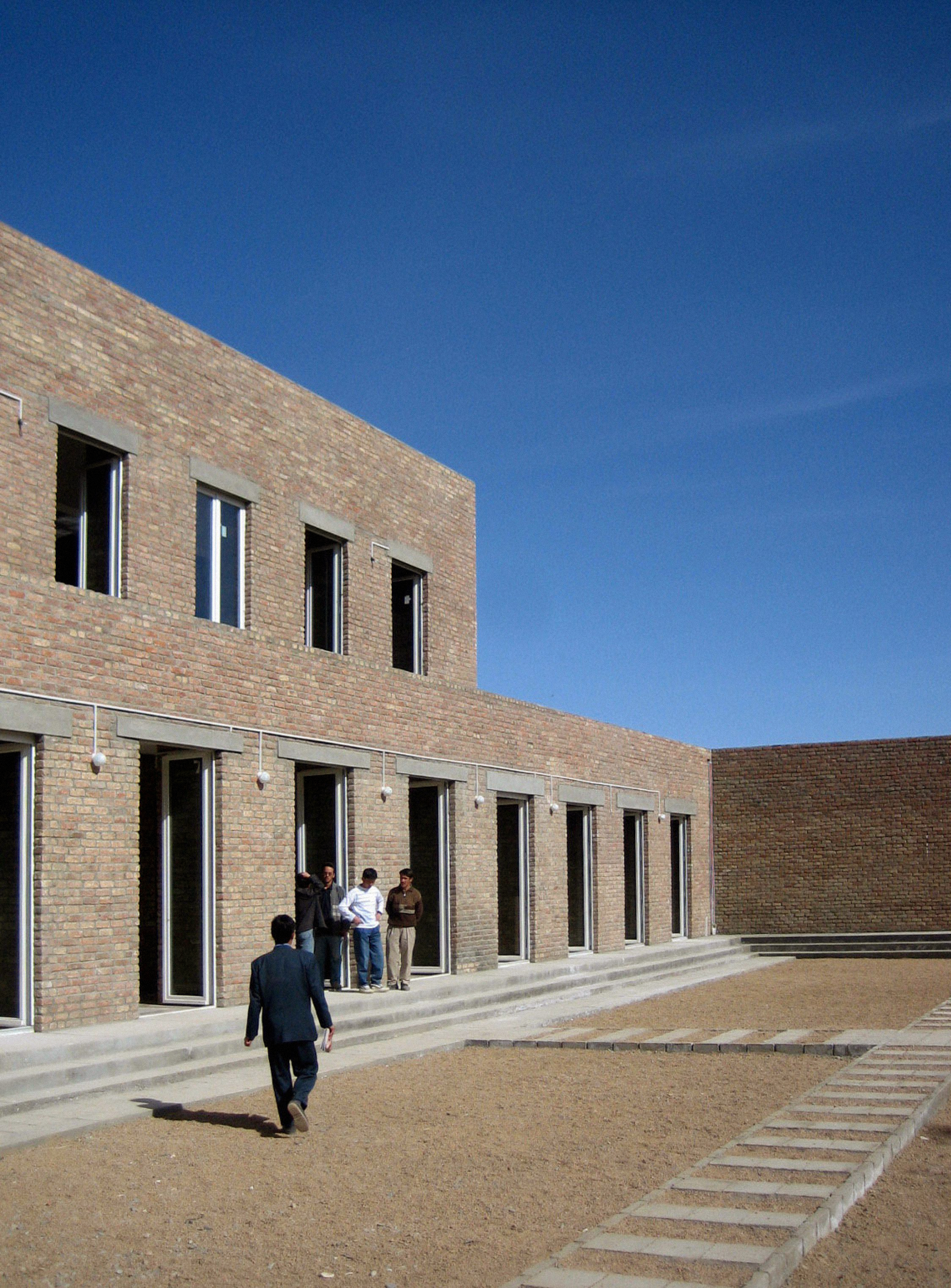
„ETH House of Science Bamiyan“ (Afghanistan, 2004–2007)

Ivica Brnić hat sein Architekturstudium an der ETH Zürich im Jahr 2005 abgeschlossen. Seine berufliche Laufbahn begann 2006 mit der Realisierung des "ETH House of Science" in Bamiyan, Afghanistan. Neben seiner Tätigkeit als Architekt forscht und unterrichtet er seit 2011 an der TU Wien, wo er 2015 über sakrale Architektur promovierte. Sein Hauptforschungsgebiet konzentriert sich auf die Raumwahrnehmung von architektonischer Konstruktion.

Brnić hat verschiedene Bücher und wissenschaftliche Artikel veröffentlicht darunter "Nahe Ferne: Sakrale Aspekte im Prisma der Profanbauten" und "Venturing Permanence". Er hat auch an mehreren Universitäten Vorträge und Lehrveranstaltungen gehalten, wie an der AU Beirut, ETH Zürich, FHNW, ZHAW, MUZagreb, HSLU, Universität Wien, Hochschule Heiligenkreuz und TU Graz. In seiner Arbeit, sowohl im Kontext der Raumwahrnehmungsforschung als auch in der Architekturpraxis, betont er die autonomen Bedeutungen der Wechselwirkungen zwischen dem Entwerfen, den am Bau Beteiligten, der materiellen Substanz eines Gebäudes und der Besucher. 

## Projekte (Auswahl)
- 2004–2005: „Studentenzentrum für die Universität Kandahar“, Kandahar, Afghanistan – Ivica Brnić, Florian Graf, Wolfgang Rossbauer[8]
- 2005–2007: „ETH House of Science Bamiyan, Afghanistan – Ivica Brnić“, Florian Graf, Wolfgang Rossbauer[3]
- 2006–2007: Masterplan „Stadt am Qargha-See“, Kabul, Afghanistan – Ivica Brnić, Florian Graf, Wolfgang Rossbauer
- 2008: Rechtswissenschaftliche Fakultät, Universität Split, Split, Kroatien, Projekt
- 2009: Kirche mit Pastoralzentrum und Seniorenresidenz, Split, Kroatien, Projekt
- 2012: Oper „Der Schauspieldirektor“ von W.A. Mozart, MDW Wien, Szenografie
- 2013: „Phallstricke“, Carl Djerassi Schloss Reichenau, Österreich, Szenografie
- 2014: „Oper Der Freischütz“; von C.M. Von Weber, Neue Studio-Bühne, Wien, Österreich, Szenografie
- 2016–2017: „Legato“, Morpurgova Poljana, Split, Kroatien, Umbau
- 2017–2018: Tongasse, Wien, Österreich, Umbau
- 2021: Ausstellung „Du im Raum – Architektur des Unermesslichen“, Kaiseroratorium, Votivkirche, A-1090 Wien – Ivica Brnić, Simon De Keukelaere, Peter Funke[9]

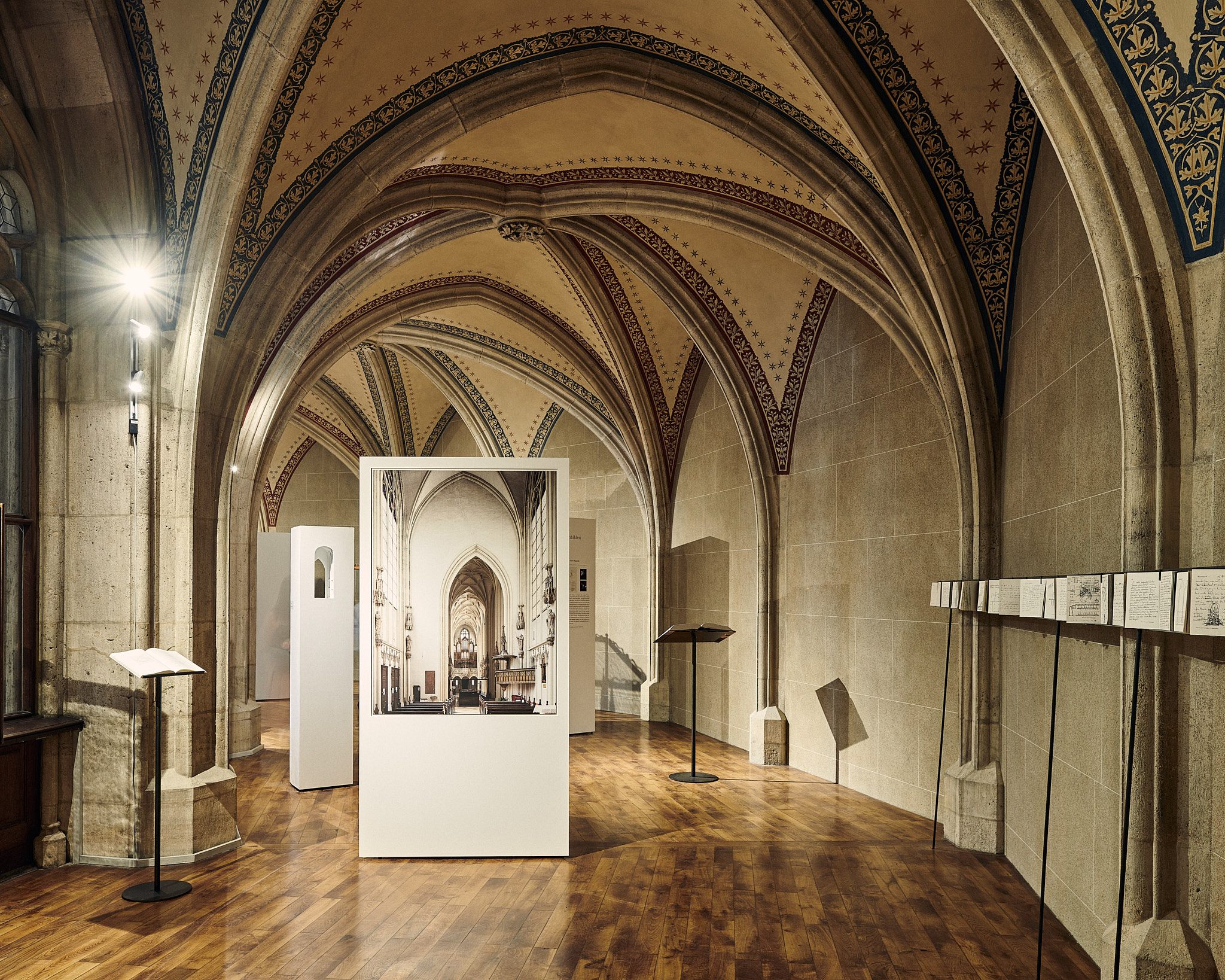
„Du im Raum – Architektur des Unermesslichen“ (Ausstellung, 2021)

## Publikationen (Auswahl)
- „Ein Luftschloss aus Lehm. ETH House of Science in Bamiyan, Afghanistan, by Ivica Brnić, Florian Graf and Wolfgang Rossbauer.“, in: Axel, Simon. Werk, Bauen + Wohnen, 11/2006, Verlag Werk AG, Zürich. Seite 11ff., ISSN 0257-9332
- „41th Zagrebacki Salon“, Exhibition catalog. UHA, Zagreb, 2006, Seite 179, ISBN 953-6646-17-X.
- „Konträre Weltbilder“, in: Das Klima als Entwurfsfaktor–Climate as a Design Factor. Publisher Tina Unruh. Quart Verlag 2009. ISBN 978-3-03761-010-7. Seite 13.
- „LowTech – HighTech. Das ETH House of Science, Bamiyan“, in: Architektur Konstruieren, Publisher: Andrea Deplazes. Birkhäuser-Verlag, Basel, Boston, Berlin, 2010. Seite 56. ISBN 978-3-7091-1498-8.
- Venturing Permanence: The ETH House of Science in Bamiyan, GTA Verlag, 2012, Brnić, Ivica, F. Graf, W. Rossbauer, and C. Lenart (eds.) ISBN 978-3-85676-210-0.
- „Diaphanuos Walls“, in: GAM 09, Walls: Spatial Sequences, Vienna, New York: Springer, 2013, Seite 34–45, ISBN 978-3-7091-1498-8.
- „Was the Primitive Hut Actually a Temple?“, San Rocco 8: What’s Wrong with the Primitive Hut?, 2014. ISSN 2038-4912
- The Meaning of the Sacred in Architecture, Oris 86, 2014. ISSN 1331-7571
- „Kohärenzen“, in: Ikonen – Methodische Experimente im Umgang mit architektonischen Referenzen, A. Staufer, T. Hasler, L. De Chiffre (eds.), Park Books, Zürich, 2018, Seite 52–61. ISBN 978-3-03860-117-3.
- „Sakrale Räume in profanen Zeiten“, in: Kunst und Kirche: Interreligiöse &amp; interkulturelle Architektur, 2, 2022. ISSN 0023-5431
- „Pro+Fateor, Professio, Professionell – Die Verwaltung des Vertrauens als pragmatische Theorie der Professionalität“, in: GAM. 19 Professionalism, Jovis Verlag, 2023, Seite 31–36, ISBN 978-3-98612-006-1.
- Nahe Ferne: Sakrale Aspekte im Prisma der Profanbauten, Park Books, Zürich, 2019, ISBN 978-3-03860-121-0.
- „Hieropoetik der Schwelle“, in UM_BAU 32 Zwischen Raum Und Substanz, ÖGFA, Birkhäuser Verlag, Basel, 2023, Seite 84–95, ISBN 978-3-0356-2733-6.